# Órgão sexual
Os órgãos sexuais são, em biologia, os órgãos diretamente envolvidos na reprodução e que fazem parte do aparelho reprodutor. Nos animais, são muitas vezes um sinônimo de órgãos genitais, termo que não é aplicado no caso das plantas.

## Genitália
Com origem na palavra latina correspondente, genitália significa o conjunto dos órgãos sexuais ou caracteres sexuais primários dos animais.
Na linguagem vulgar, o termo refere-se principalmente aos órgãos sexuais externos (por exemplo, o pênis e a vulva nos mamíferos, ou o petasma e o télico nos camarões). Os restantes órgãos são muitas vezes chamados genitália internos.
Frequentemente o termo órgão sexual refere-se por extensão a qualquer parte do corpo envolvida no jogo erótico. A lista abrangente dos órgãos sexuais incluiria certamente o ânus para ambos os sexos, os seios (especialmente os mamilos) para as mulheres, e possivelmente os mamilos nos homens.

## Os órgãos genitais humanos

### Órgãos genitais femininos

Parte interna da genitália feminina

Na mulher, o sistema reprodutor é o conjunto dos órgãos genitais internos formado pelos ovários, tubas uterinas, o útero e a vagina, e o dos órgãos genitais externos formado pelos lábios maior e menor, o monte púbico, o vestíbulo da vagina, o clitóris, o bulbo do vestíbulo e as glândulas vestibulares maiores.
- Os ovários são duas estruturas, uma de cada lado do corpo, situadas dentro da cavidade pélvica. São responsáveis pela produção dos óvulos, após o início da puberdade. Parte deles produzem os hormônios sexuais femininos, o estrogênio e a progesterona, responsáveis pelas características sexuais secundárias da mulher (desenvolvimento dos seios, deposição de gordura sobre as coxas e as nádegas, menstruação, etc.) e pela gestação, respectivamente.

- As trompas de Falópio, também ditas tubas uterinas, são também em número de duas, e localizam-se na cavidade pélvica ligando-se ao útero, sendo a via pela qual o óvulo (liberado mensalmente) atinge o útero. Neste trajeto, pode haver a fecundação e o início de uma nova vida, através da gestação.

- O útero é o órgão no qual o óvulo fertilizado se fixa e se desenvolve até o nascimento do bebê. Mede cerca de 8 cm de comprimento, 4 cm de largura, na sua parte superior, e tem espessura de 2 cm. Durante a gravidez, esse tamanho é aumentado em diversas vezes. O formato de útero varia em cada espécie, como nos animais domésticos, estes apresentam este órgão apresenta dois cornos uterinos, que é onde os embriões irão se implantarem, e continuam com o corpo uterino.[2]

- A vagina é o órgão feminino da cópula. É a extremidade inferior do “canal do parto”, percurso que a criança deve percorrer na hora do parto, até sair inteiramente do útero. Serve também como ducto excretor da menstruação.[3]

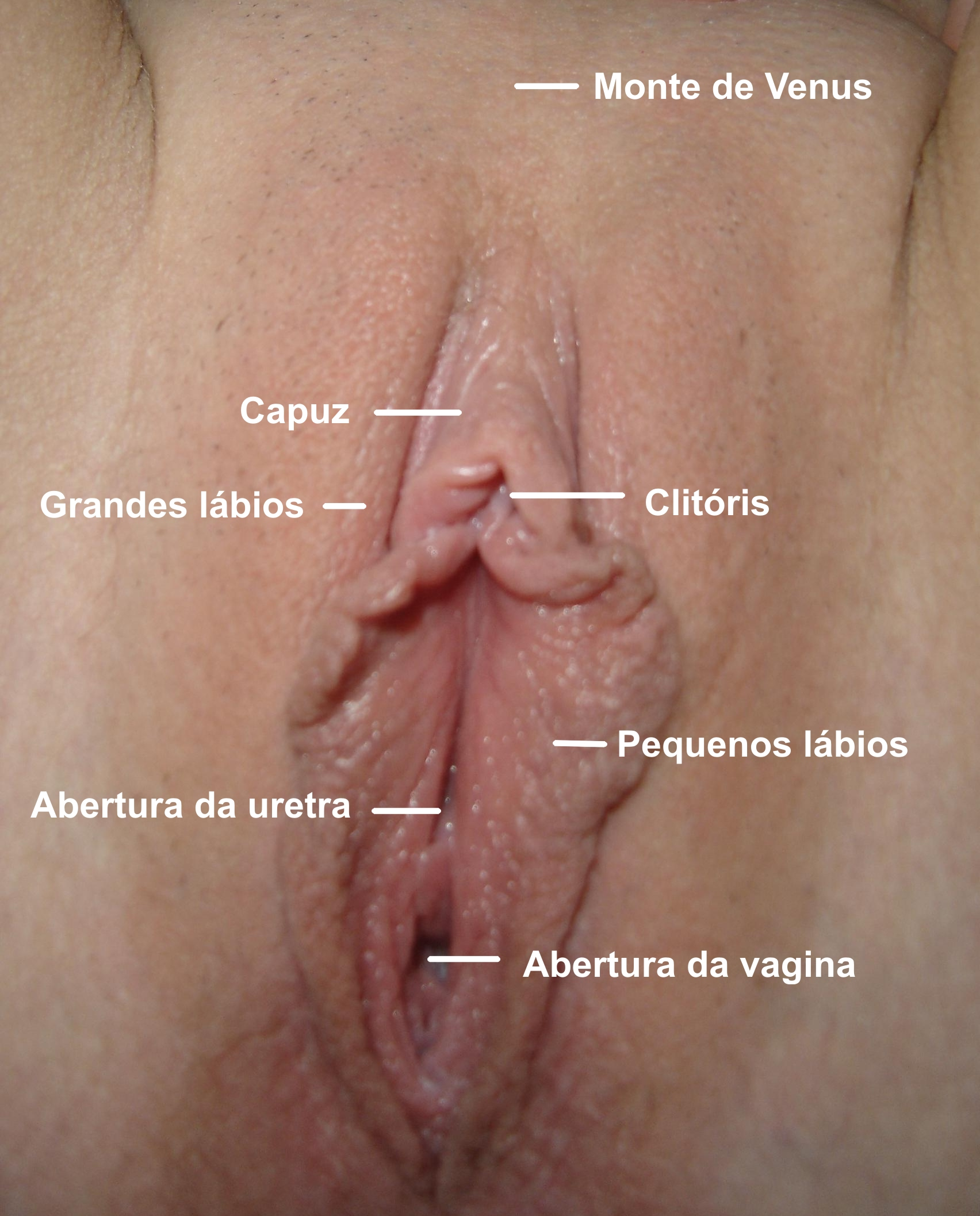
A vulva constitui a parte externa da genitália feminina

Os órgãos genitais femininos externos compreendem o monte da pube, os lábios maiores, os lábios menores, o vestíbulo da vagina, o clitóris, o bulbo do vestíbulo e as glândulas vestibulares maiores. 
- O monte da pube é uma elevação arredondada que se encontra em posição média e à frente da sínfise púbica. Constitui-se, basicamente, de um acúmulo de gordura e, após a puberdade, encontra-se recoberta por pelos.

- Os lábios maiores são duas pregas alongadas abaixo do monte da pube. São os correspondentes ao saco escrotal do homem.

- Os lábios menores são duas pequenas pregas de pele localizadas entre os lábios maiores, uma de cada lado da vagina. Encontram-se escondidos pelos lábios maiores.

- O vestíbulo da vagina é uma fenda entre os lábios menores que contém o óstio da vagina (abertura da vagina), óstio da uretra (abertura da uretra, canal da urina) e a abertura dos ductos das glândulas vaginais.

- O clitóris é composto de tecido erétil que se ingurgita de sangue e aumenta de tamanho, quando estimulado sexualmente. É uma região bastante sensível, tal como a glande do pênis, mas não é atravessado pela uretra (canal da urina).

- O bulbo do vestíbulo são duas pequenas massas pares e alongadas de tecido erétil homólogo ao bulbo do corpo esponjoso masculino, que se localizam ao lado dos óstios da vagina.

- As glândulas vestibulares maiores são duas estruturas arredondadas ou ovoides que se localizam logo atrás do bulbo do vestíbulo e que, durante a relação sexual, são comprimidas e secretam muco, que serve para lubrificar a vagina.

### Órgãos genitais masculinos

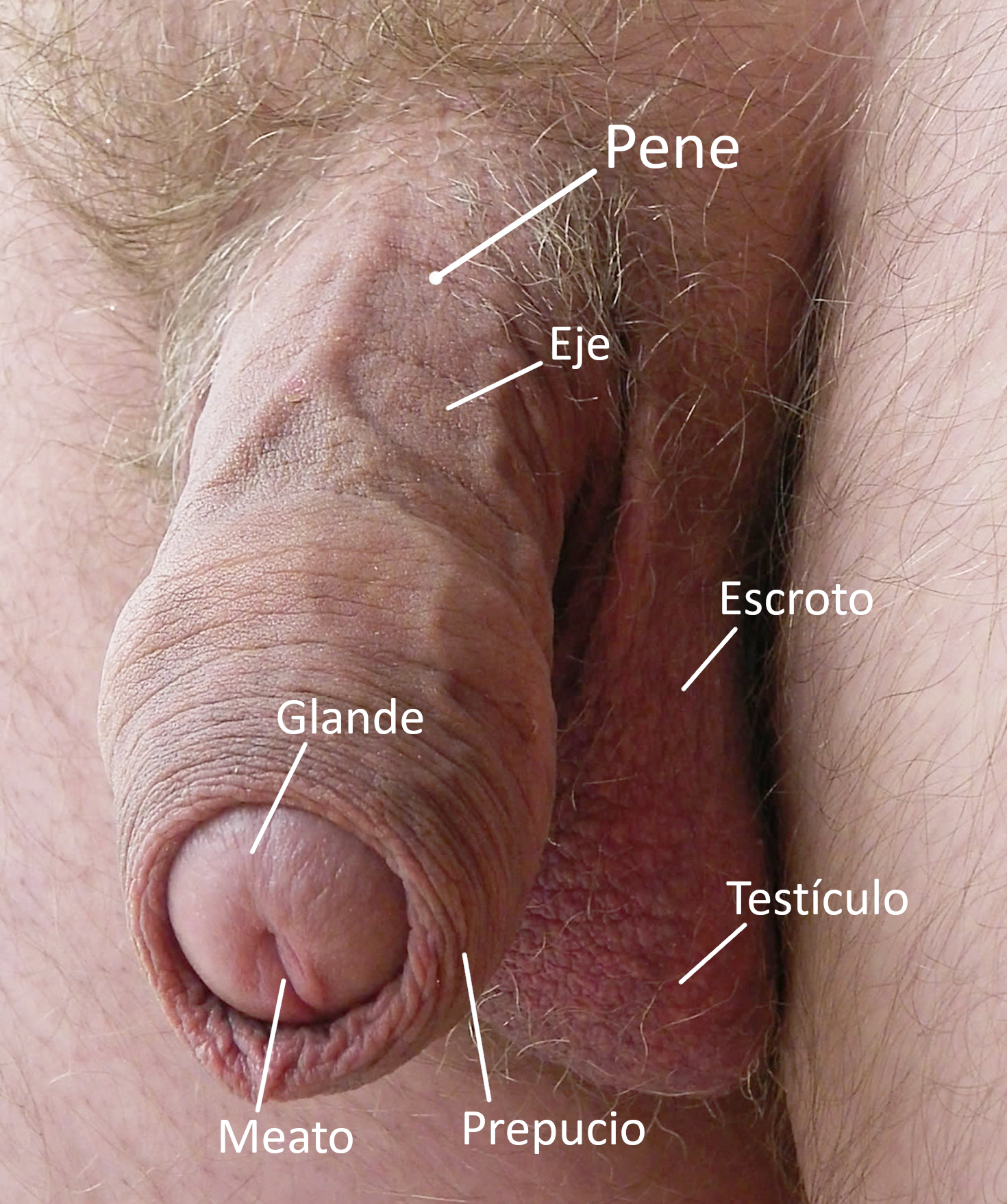
Órgãos sexuais masculinos externos

Os órgãos genitais do homem compreendem os testículos e os epidídimos (situados no escroto), os ductos deferentes, as vesículas seminais, os ductos ejaculatórios, a próstata, as glândulas bulbouretrais e pênis. Todos esses órgãos são pares, com exceção da próstata, do escroto e do pênis, que são únicos. Os órgãos genitais masculinos externos são o escroto (que contém os testículos) e o pênis. 
- Os testículos são órgãos pares e ovoides. Após o início da puberdade produzem os espermatozoides e secretam testosterona, que é responsável pelas características sexuais masculinas secundárias (pelos, voz grave, massa muscular, ejaculação, etc.).

- O epidídimo é uma estrutura em forma de C, a qual se prende ao testículo. Sua função é armazenar os espermatozoides.

- O ducto deferente é um canal que leva os espermatozoides do epidídimo até o ducto ejaculatório.

- As vesículas seminais são duas bolsas em forma de saco que produzem parte do líquido seminal. Têm aproximadamente 5 cm de comprimento.

- O ducto ejaculatório é o canal por onde passa o esperma, que contém os espermatozoides e os líquidos das vesículas seminais e da próstata.

- A próstata é composta por músculo liso, tecido fibroso e contém glândulas. Sua secreção é responsável pelo odor característico do sêmen. Localiza-se atrás da bexiga. Seu tamanho é variável, medindo transversalmente 4 cm, verticalmente 3 cm e tem 2 cm de profundidade.

- As glândulas bulbouretrais são duas estruturas de forma arredondada que se encontram na uretra. Secretam uma substância semelhante ao muco, cuja função é limpar o canal da uretra por onde passa também a urina - cujo pH é básico - e neutralizar o pH do canal graças a sua composição ácida (ácido siálico), além de lubrificar o caminho dos espermatozoides.

- O escroto é uma bolsa localizada atrás do pênis e dividida em dois compartimentos, esquerdo e direito, cada qual com seu testículo e epidídimo. Frequentemente o compartimento esquerdo está um pouco mais baixo que o direito. A sua pele é fina, contém poucos pelos e muitas glândulas sudoríparas e sebáceas.

- O pênis é o órgão masculino da cópula. Sua ereção ocorre graças à entrada de sangue nas estruturas tubulares. Consiste em uma raiz e um corpo. A raiz é a parte fixa do pênis e o corpo é a parte livre ou pendular do órgão. A glande do pênis está separada do resto do corpo pelo colo da glande. Uma camada dupla de pele passa do colo para a glande, para cobri-la, o prepúcio, retirado por cirurgia em alguns homens (circuncisão ou cirurgia de fimose).